# Julio Romero de Torres
Pour les articles homonymes, voir Torres.
Julio Romero de Torres est un peintre symboliste espagnol né le 9 novembre 1874 à Cordoue où il est mort le 10 mai 1930.

## Biographie
Fils du peintre cordouan Rafael Romero Barros, il étudie la musique et la peinture, et participe en 1896 aux travaux de restauration de la mosquée-cathédrale de Cordoue.
En 1906, son tableau Vividoras del amor, représentant un intérieur de maison close, est refusé par le jury de l'Exposition nationale des beaux-arts pour immoralité. Cela conduira Romero de Torres à se joindre à l'exposition des Peintres indépendants organisée l'année suivante au Círculo de Bellas Artes de Madrid, avec Darío de Regoyos, Santiago Rusiñol ou encore José Gutiérrez-Solana.
La majorité de son œuvre peint est consacré à des portraits sensuels et idéalisés de modèles féminins issus de divers milieux sociaux de Cordoue. Ces tableaux, d'un raffinement archaïque et vénéneux, dégagent une atmosphère étrange qui les rapprochent du préraphaélisme et du symbolisme, mouvements qu'il découvre lors de ses divers voyages en Europe. 
Dans le polyptyque El poema de Córdoba (1914), les femmes figurent ainsi de manière allégorique les divers aspects de la ville : guerrière, baroque, gitane, juive, religieuse, romaine, chrétienne, torera.
Après des années d'incompréhension, il accède peu à peu à la consécration : exposition monographique à Bilbao en 1919, participation à la Biennale de Venise en 1922, place d'honneur lors à l'Exposition ibéro-américaine de Séville en 1929...
L'une de ses peintures les plus connues est Naranjas y limones (1929). 
Ses compositions soignées, poétiques et artificielles, habitées de femmes idéales rappellent les œuvres de Paul Delvaux[réf. souhaitée].

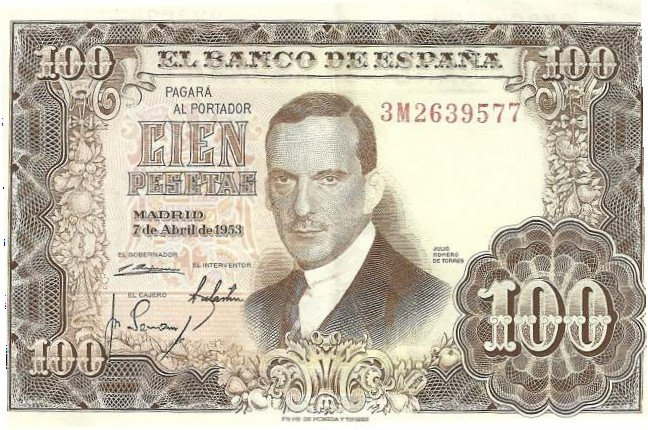
Billet de 100 pesetas à l'effigie de Julio Romero de Torres, 1953
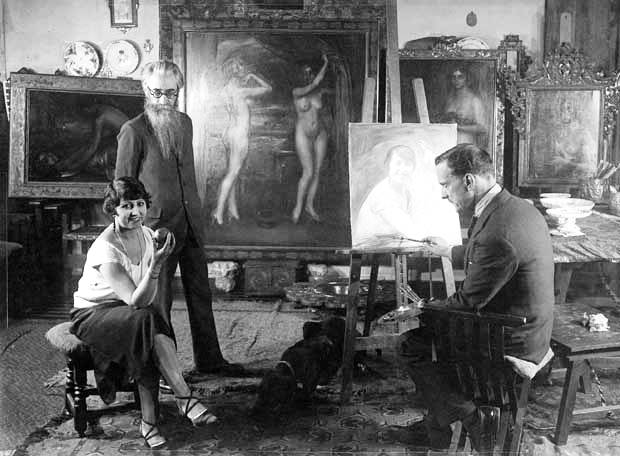
Le peintre dans le film La malcasada en 1926.

## Postérité
À sa mort en 1930, sa veuve et ses enfants lèguent son œuvre à sa ville, qui lui consacre deux ans plus tard un musée à son nom, dans le même édifice que le musée des beaux-arts de Cordoue.
Peu connu en dehors de son pays d'origine, Julio Romero de Torres est apprécié sur le marché international de l'art, où l'une de ses œuvres a atteint 800 000 euros[réf. souhaitée]. L'un de ses portraits de femme a été présenté à Paris en 2010 à l'occasion de l'exposition « Du Greco à Dalí : les grands maîtres espagnols. La collection Pérez Simón » au musée Jacquemart-André.
Des compositeurs réaliseront des hommages en l'honneur du peintre.

## Élèves
- Tito Livio de Madrazo (1899-1979)[8].

## Galerie

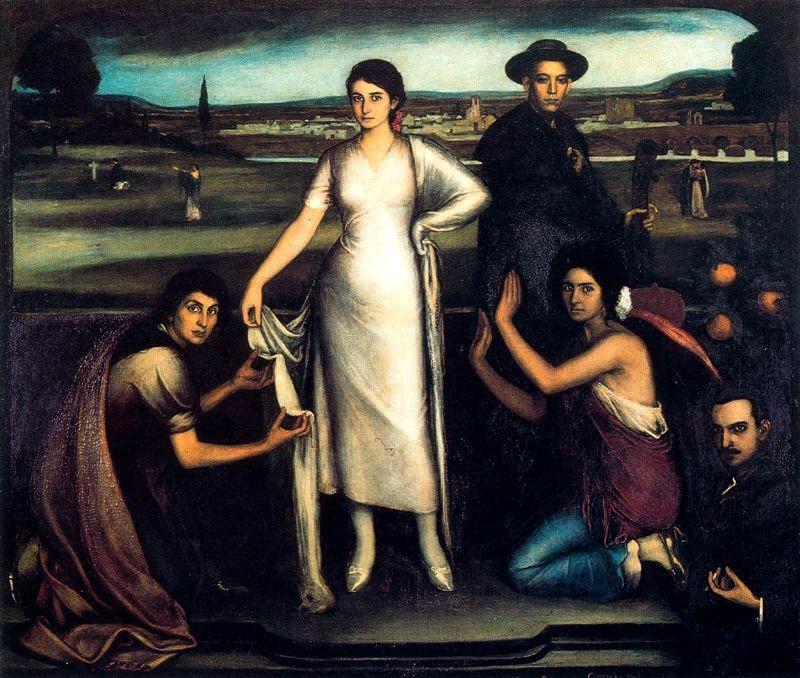
Nuestra Señora de Andalucía, 1907
El Retablo del Amor, 1910
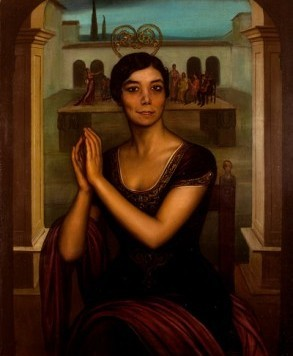
La Niña de los Peines, 1917
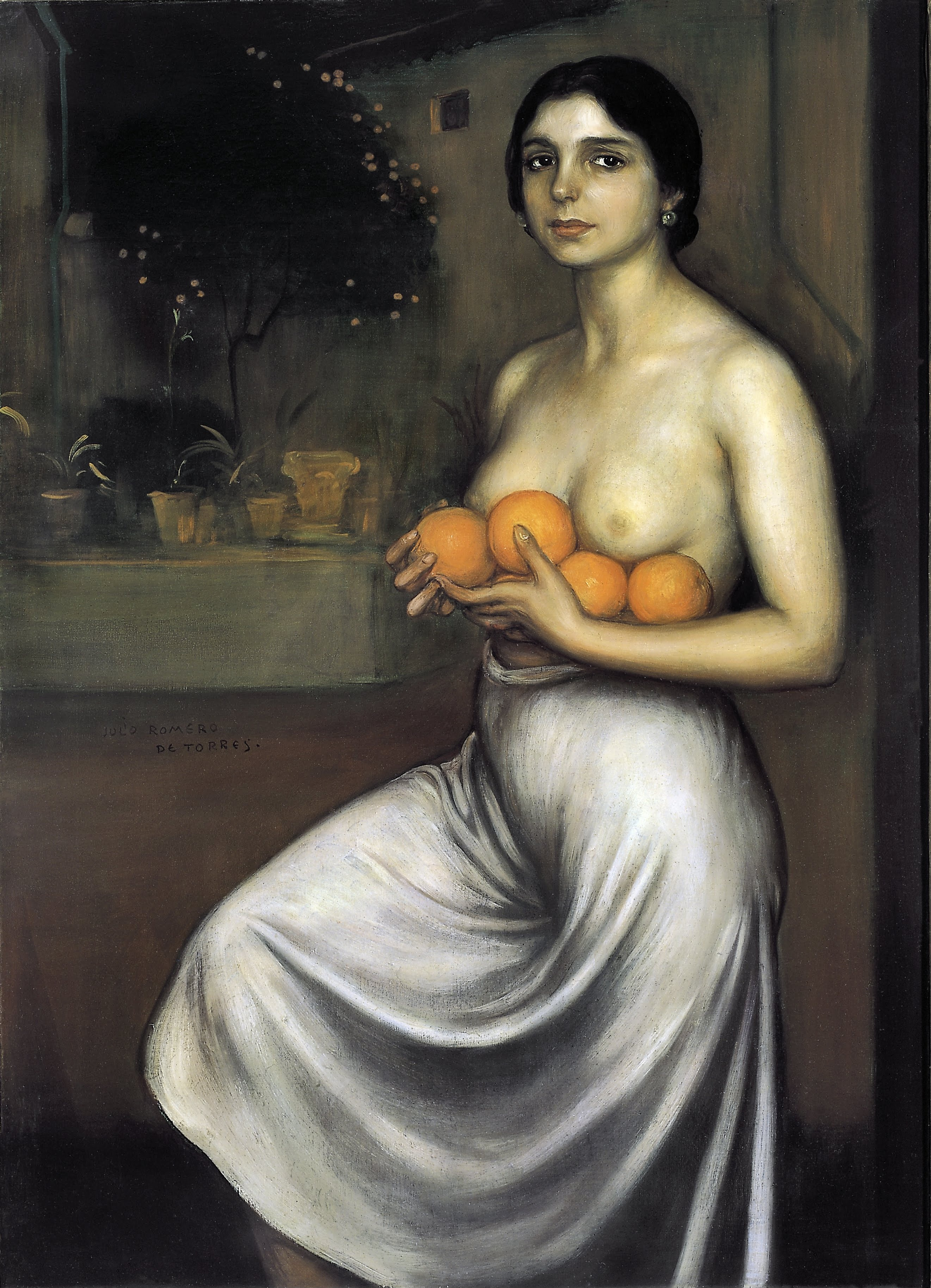
Naranjas y limones, 1927
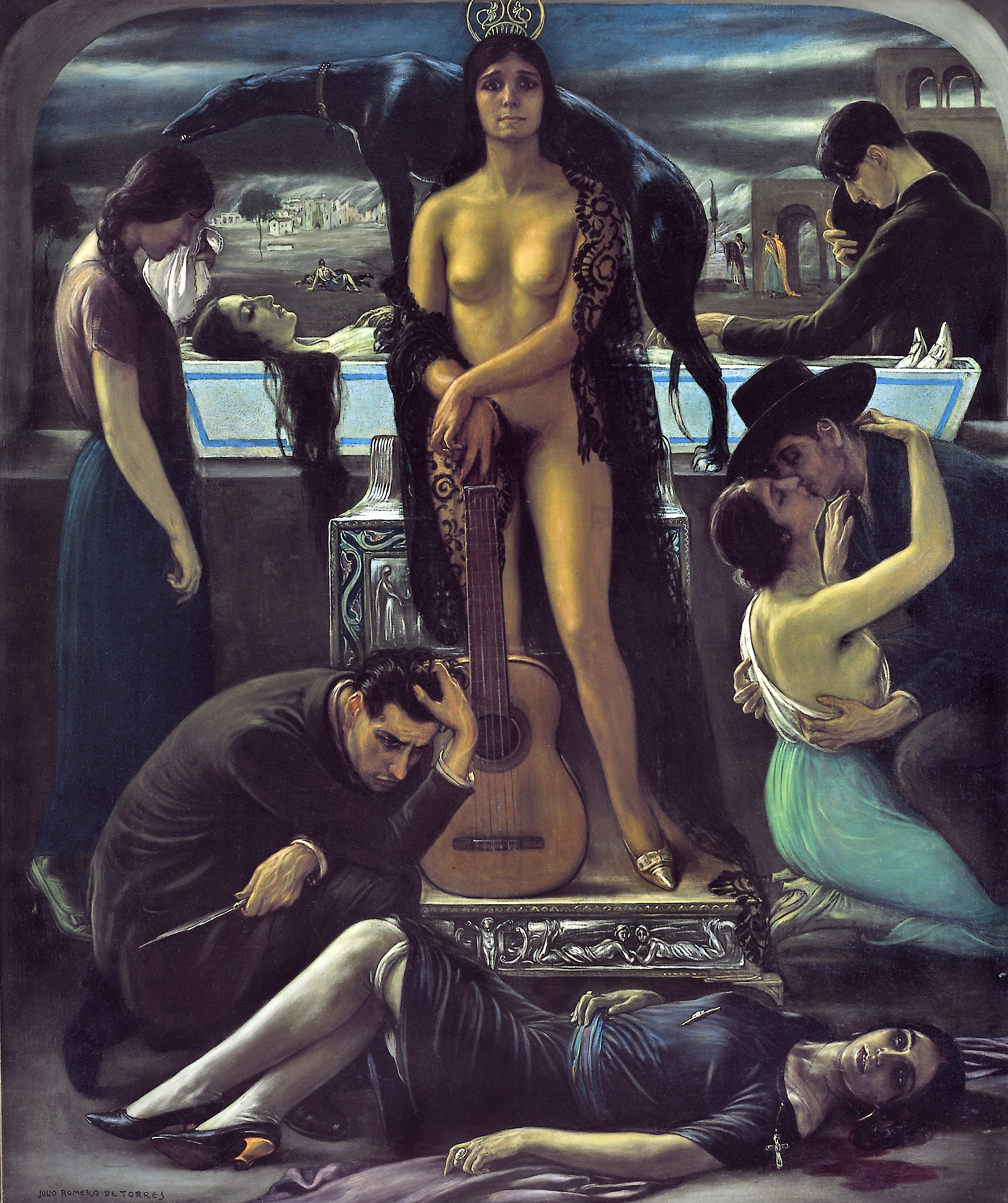
Cante jondo, 1929
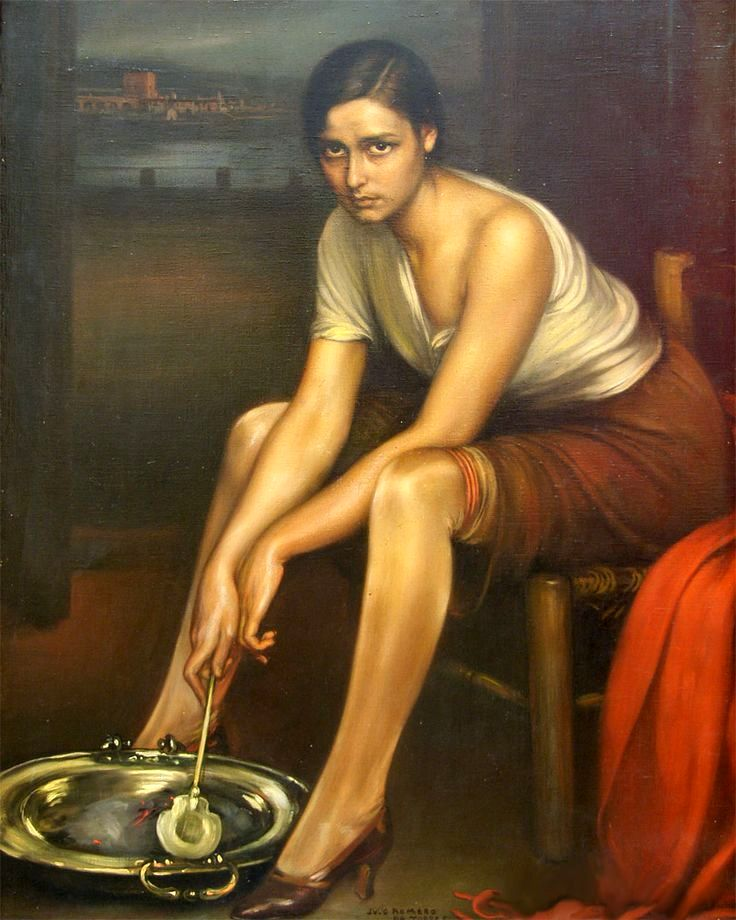
La chiquita piconera, 1930